# 多倫多地鐵
多倫多地鐵（英語：Toronto Subway）是加拿大安大略省多倫多的城市軌道交通系統。首條路線於1954年落成，同时也是加拿大的第一条地铁线。系統現時包括3條路線及70個車站，路線總長度達70.5公里。
多倫多地鐵由多倫多公車局（TTC）營運，2017年第三季平均工作日乘客量為每天924,900人次。地鐵系統收費劃一為單程成人3.30加元，現在乘客可直接使用Presto卡及信用卡或借記卡進入車站，與其他多倫多公共交通相同，在首次付費乘坐地鐵的2个小时內換乘其他公共交通線路無需額外付費。
多倫多地鐵是軌道運輸標竿聯盟（NOVA）的成員之一。

## 歷史

### 央街線

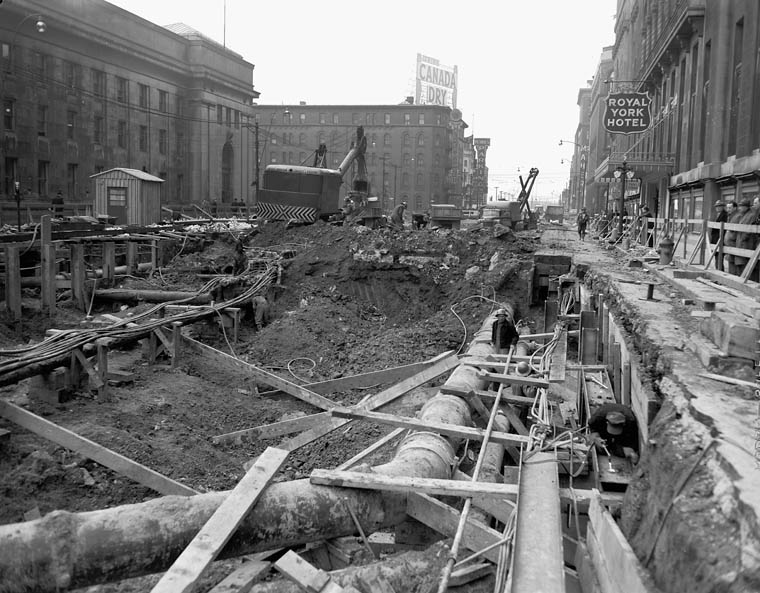
於聯合車站前進行的央街地鐵線工程（攝於1950年）

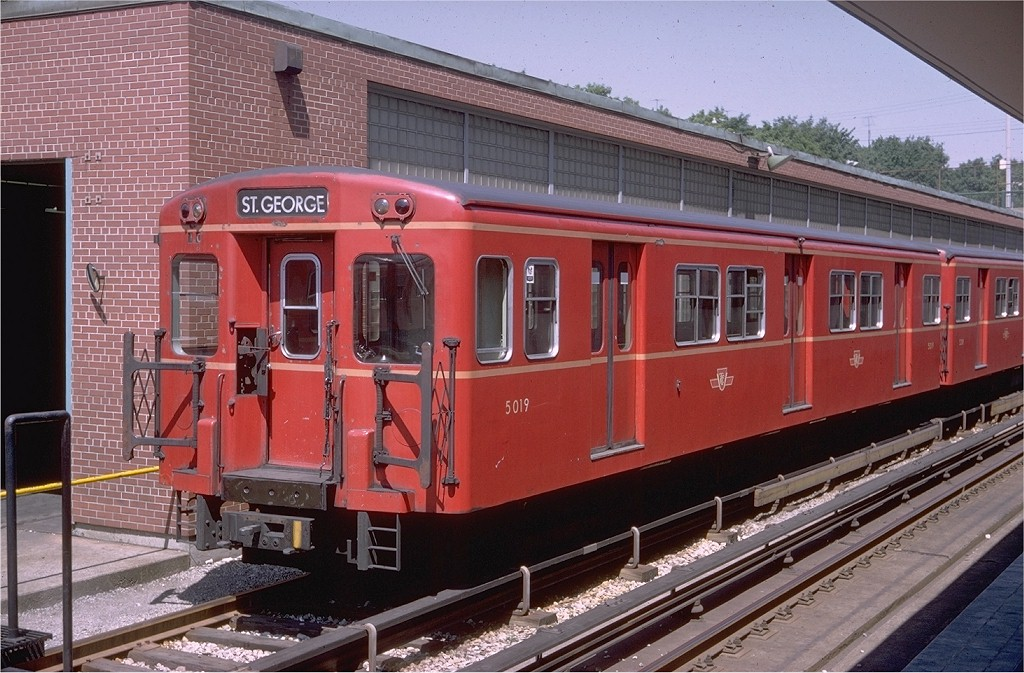
告羅士打製的G系列列車是多倫多地鐵的第一代列車。

多倫多市於20世紀初葉開始認真考慮於市内南北交通要道央街地底興建地下鐵路，以取代接近飽和的央街路面電車線。然而，市民於1912年舉行的公投中否決了興建地鐵，而興建地鐵的呼聲其後亦逐漸消退。
二戰期間，多倫多市固有的道路網和路面電車系統開始無法應付從北部市郊往多倫多市中心上班的通勤客流量，而當局亦憂慮戰後私家車使用率飆升將令市内交通癱瘓。有見及此，TTC成立了一個捷運部門，並於1942年至1946年間研究不同方案。當局最後決定於央街以明挖回填方式興建地底隧道，連接市中心聯合車站和艾靈頓路，並派遣路面電車車輛行駛此隧道。方案並包括於皇后街和央街交界一帶興建一條短隧道讓皇后街上的電車線行駛。市民於1946年1月1日舉行的公投中以大比數通過此方案。
公投中表明加拿大聯邦政府將支付20%的項目費用，但該融資安排卻因雙方就工程招聘人手的細節出現分歧而告吹。方案的規模因此被縮減：皇后街隧道被取消，而項目的預算則從4千2百30萬加元下調至2千8百90萬，另預留350萬作購買列車之用。戰後勞工市場人手短缺，項目工程亦因此延至1949年9月8日才展開。
由於當局的原意是派遣電車行駛央街地下隧道，隧道也使用了TTC電車的特有軌距（4尺10⅞寸，即1495毫米）而非標準軌距（4尺8½寸，即1435毫米）；多倫多地鐵亦因此沿用此非標準軌距（除士嘉堡輕鐵外）。另一方面，TTC本來打算從PCC公司訂購新電車車輛以用於此線，但由於其造價昂貴而於1951年11月改從告羅士打鐵路卡車公司（Gloucester Railway Carriage and Wagon Company）以780萬元訂購104卡車和後備零件。
全長7.4（4.6英里）的央街地鐵線於1954年3月20日通車。由於乘客量遠超預期，非繁忙時段由原本以1列2卡車行駛改為最少1列4卡車；繁忙時段部分列車更由8卡車組成。

### 1960年代至1980年代
央街線於1963年從聯合車站取道大學路（University Avenue）向北伸延至聖佐治站，形成一條「U」字形的地鐵線，並改稱「央街－大學線」。
當局亦開始計劃興建一條東西向的地鐵綫，走綫有兩個選擇：一個方案是跟隨皇后街，而另一方案則是取道布魯亞街（Bloor Street）和丹佛路（Danforth Avenue）。後者途徑橫越當河谷的愛德華王子高架橋（Prince Edward Viaduct）；該橋樑於興建時已預留下層作將來鋪設鐵路軌之用，TTC若採用此走線將可節省不少建造費用。當局因此決定使用此走線，而布魯亞－丹佛線介乎基爾站和活湃站的一段於1966年通車。

央街－大學線和布魯亞－丹佛線當年的共構安排，这使得任意两站之间都有一列直达列车。

本綫通車初期與央街－大學線共構運行；舉例說，一班列車從艾靈頓站起途徑央街和大學路抵達博物館站，駛離該站後則沿布魯亞街和丹佛路向東駛往活湃站，再向西駛往基爾站，然後再沿大學路和央街駛回艾靈頓站，而下一班列車駛離艾靈頓站後則先前往基爾站，然後再駛往活湃站。此安排雖令乘客不用轉車便可直達目的地，但乘客在上車前則雖先確定該班列車會否先駛往其目的地。TTC後來認為此舉為乘客節省的時間實屬微不足道，因此共構運行於六個月後被取消，路線從此一分為二。
以下延綫工程於往後十多年間陸續完成：
- 布魯亞－丹佛線兩端的終點站於1968年分別延伸至伊斯靈頓站和華登站，其後再於1980年分別延伸至基伯齡站和堅尼地站；
- 央街線於1974年從艾靈頓路向北伸延至芬治路；
- 大學線從1978年沿艾倫道向北伸延至韋爾遜站。

當中，艾倫道地鐵延線本來是擬建士巴丹拿高速公路（Spadina Expressway）項目的一部份，因此路線名稱也成為「央街－大學－士巴丹拿線」。此公路計劃後來在一片反對聲中被取消，而已興建的路段則易名為艾倫道，但TTC卻不知何故，一直沒有更改地鐵線的名稱。

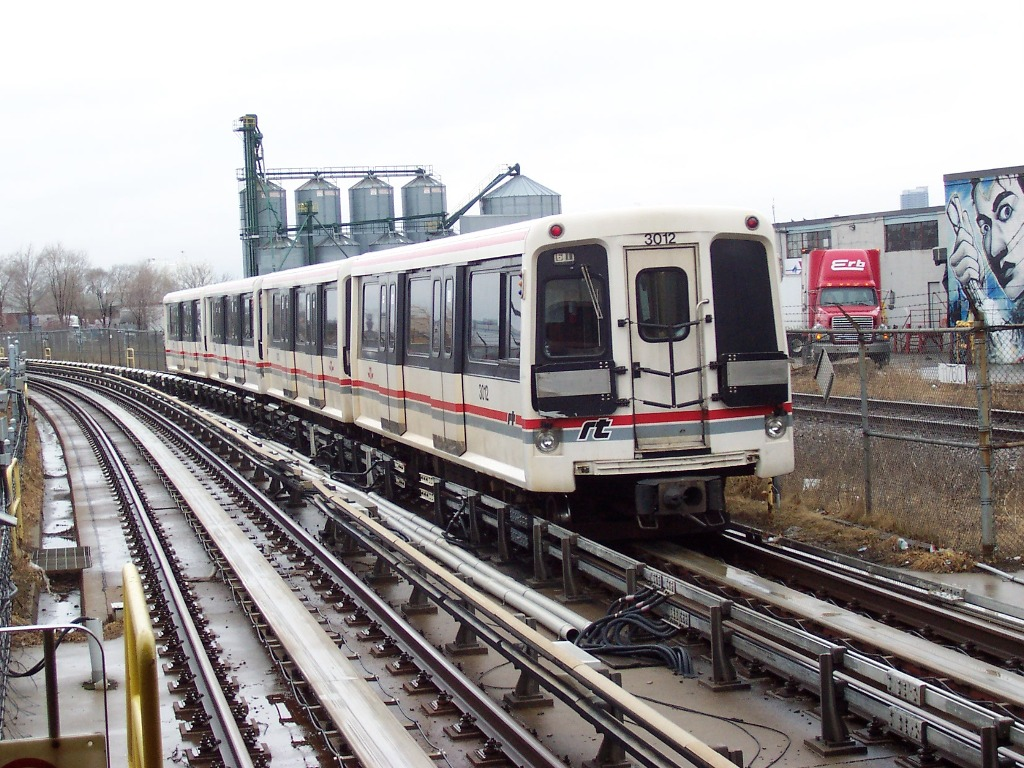
1985年通車的士嘉堡輕鐵派遣ICTS Mark I 電車行駛

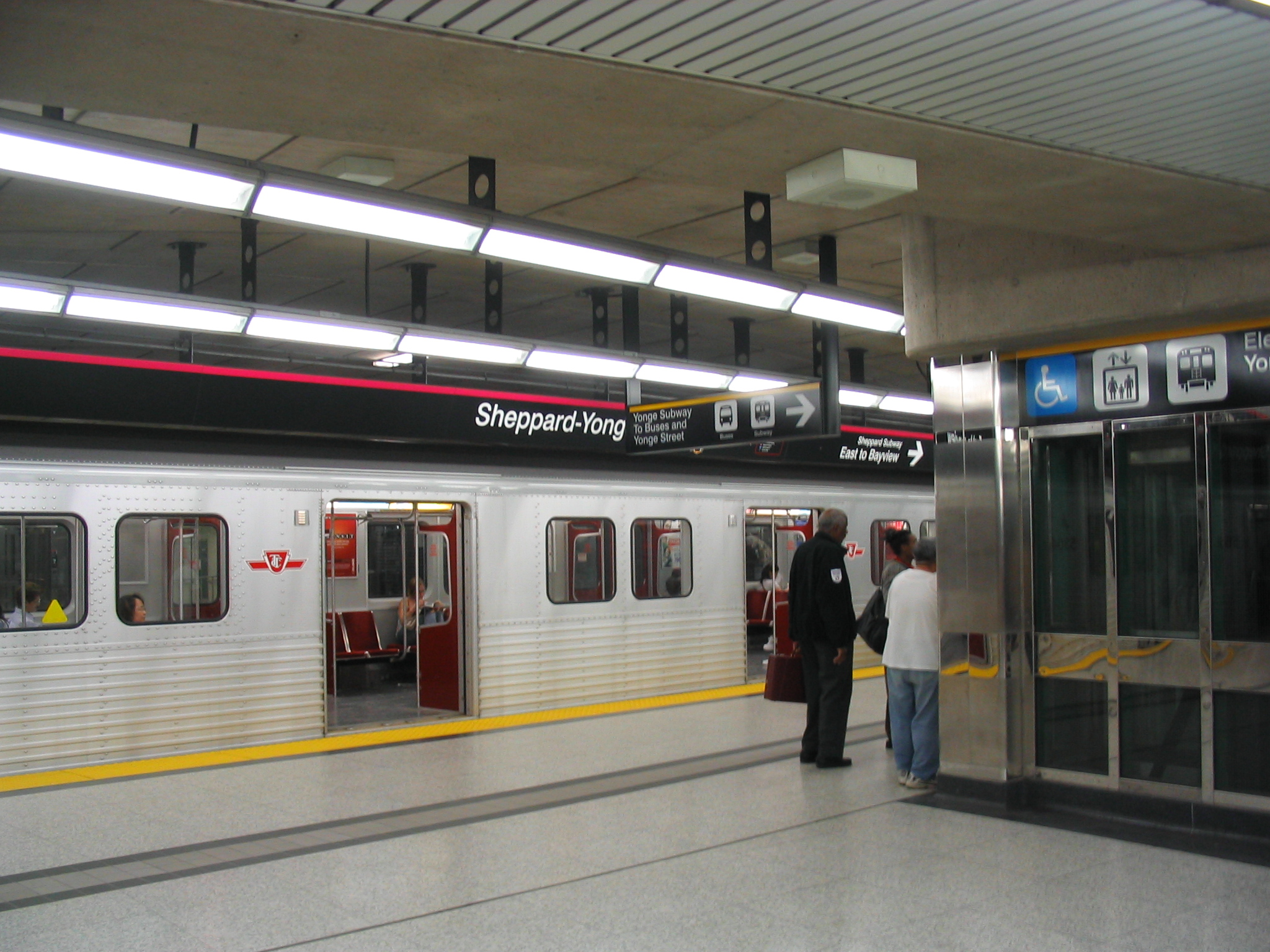
雪柏線於2002年開通；圖為雪柏-央街站的雪柏線月台

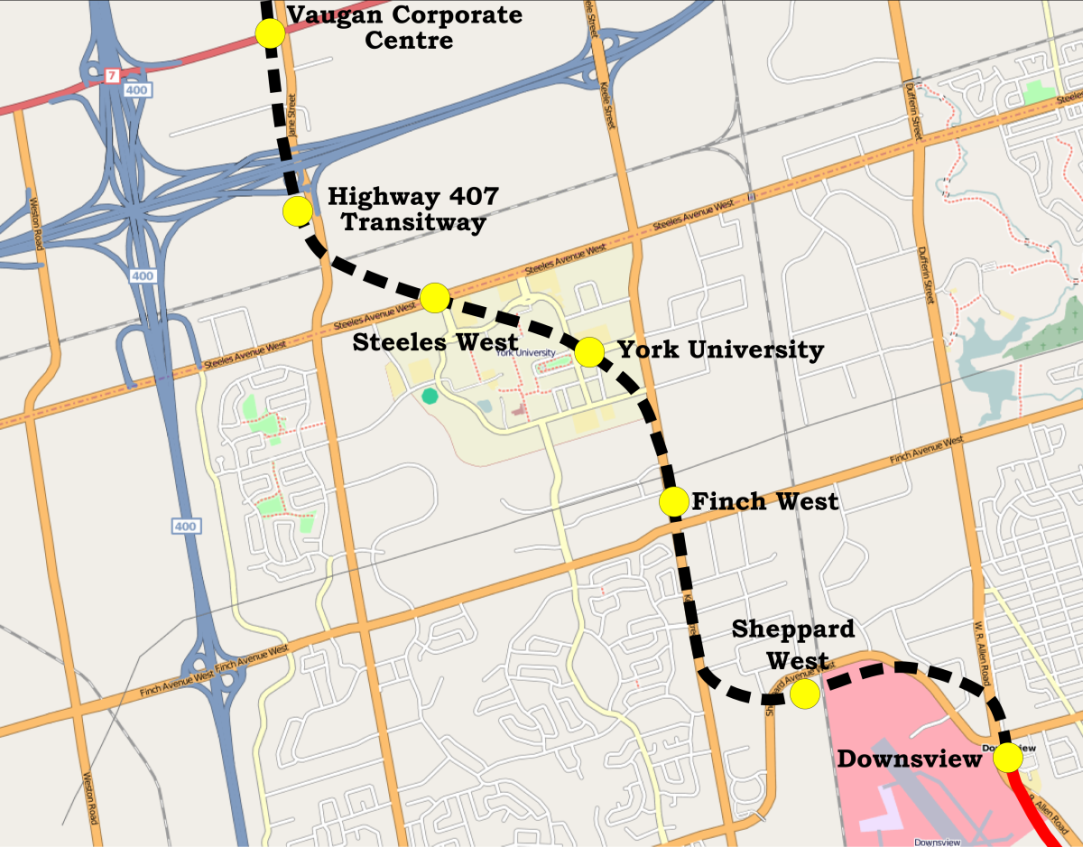
士巴丹拿延線項目

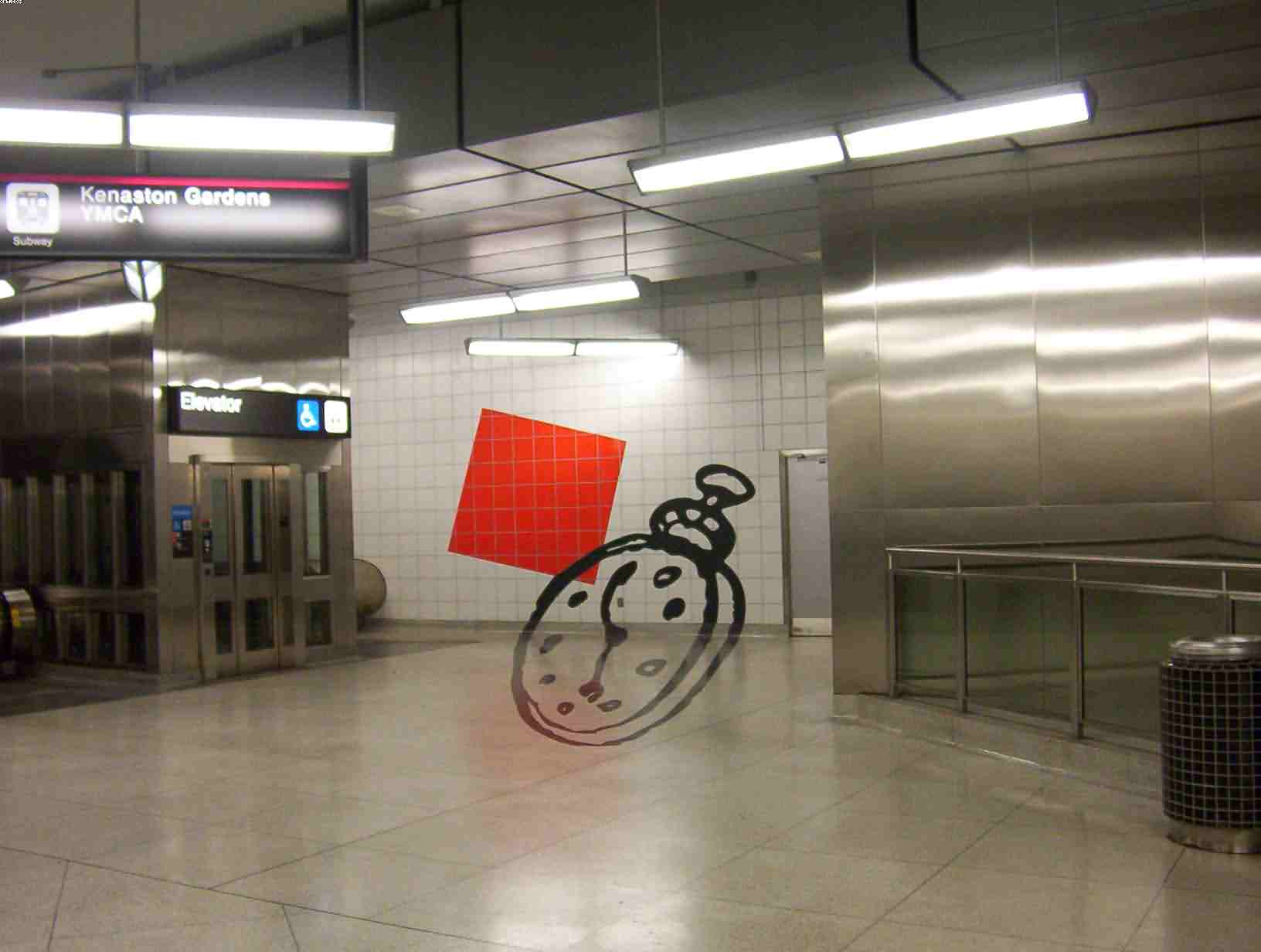
站內裝飾藝術

士嘉堡輕鐵於1985年落成，為多倫多東部的士嘉堡區提供捷運服務。本線共有6個車站，全長6.4公里。與其他路綫的最大不同之處，是本線並非採用傳統的重軌地鐵列車，而改為採用市區運輸開發公司（Urban Transportation Development Corporation）製造的中型載客量捷運系統（Intermediate Capacity Transit System, ICTS）車輛。雖然這些列車可以採用無人駕駛方式運行，但為免乘客質詢列車的安全性，每班列車上均駐有控制員，以備遇上緊急事故時可即時改用人手控制。這些列車也於溫哥華架空列車系統上行駛，而龐巴迪運輸購入市區運輸開發公司後亦將這些列車改良成「先進捷運列車」（Advanced Rapid Transit）並推銷予其他城市的軌道交通系統。

### 1990年代至今
1990年代中期，時任省長李博領導下的安大略省新民主黨政府曾支持三項地鐵伸延和擴充計劃，包括把央街－大學－士巴丹拿線的士巴丹拿段終點站向北伸延至約克大學和士刁士路、以及分別在雪柏路和艾靈頓西路地下興建新地鐵線。然而，安大略省於1995年經歷政黨輪替後，上台執政的新任進步保守黨政府卻大幅削減對TTC提供的撥款，士巴丹拿線延線計劃的長度因此縮短至1.6（0.99英里）並以登士維站作終點站，而西艾靈頓路地鐵線計劃更胎死腹中，該線已挖掘的隧道亦被填回。1994年動工的雪柏線則獲保留並於2002年落成，是多倫多最新的地鐵線。該線共有5個車站，全長5.5（3.4英里），取道雪柏路連接雪柏-央街站和當妙斯站。
1995年8月11日，一列央街－大學－士巴丹拿線列車在介乎聖卡拉西站和杜邦站的路軌撞向一列停下的列車，導致3人死亡和100人受傷，當中30人需送院留醫。這是多倫多地鐵自通車以來最嚴重的意外，令TTC的焦點從擴展地鐵網絡轉為集中於維修保養，以確保其服務的安全性。
安大略省政府於2006年度財政預算案中宣佈撥款興建士巴丹拿延線項目，將央街－大學－士巴丹拿線的西北段終點站，從登士维站經約克大學延伸至士刁士路和旺市都會中心。延線項目涵蓋六個車站，全長8.6（5.3英里），耗資約32億加元，於2010年動工，2017年12月17日通車，標誌著地鐵服務首次跨越多倫多市（及其前身大多倫多市）的界線邁進約克區。

## 路線

### 營運中路線
| 路綫名稱              | 通車日期       | 總站         | 總站           | 站數 | 技術       | 長度 （公里） | 車廠                     |
| --------------------- | -------------- | ------------ | -------------- | ---- | ---------- | ------------- | ------------------------ |
| 央街－大學線          | 1954年3月20日  | 芬治站       | 旺市都會中心站 | 38   | 重鐵       | 38.8km        | 爹核士威老車廠、衛信車廠 |
| 布魯亞－丹佛線        | 1966年2月26日  | 基伯齡站     | 堅尼地站       | 31   | 重鐵       | 26.2km        | 堅活車廠、基爾車廠       |
| 雪柏線                | 2002年11月22日 | 雪柏－央街站 | 當妙斯站       | 5    | 重鐵       | 5.5km         | 爹核士威老車廠           |
| 施工中                |                |              |                |      |            |               |                          |
| 艾靈頓線              | 2025年         | 丹尼士山站   | 堅尼地站       | 32   | 輕鐵       | 19km          | 艾靈頓車廠               |
| 芬治西線              | 2025年         | 芬治西站     | 漢博學院站     | 18   | 輕鐵       | 11km          |                          |
| 安大略線              | 2031年         | 會展站       | 当谷站         | 15   | 中運量系統 | 15.6km        |                          |
| 央街－大學線 延長線   | 2030年         | 芬治站       |                | 5    |            | ～8km         |                          |
| 布魯亞－丹佛線 延長線 | 2031年         | 堅尼地站     | 雪柏東站       | 3    |            | 7.8km         |                          |
| 艾靈頓線 西線         | 2031年         | 倫福站       | 丹尼士山站     | 7    |            | 9.2km         |                          |
| 已關閉                |                |              |                |      |            |               |                          |
| 士嘉堡線              | 1985年-2023年  | 堅尼地站     | 麥高雲站       | 6    | 中運量系統 | 6.4km         | 麥高雲車廠               |

### 未来发展

#### 安大略线（建设中）
2019年4月10日，道格·福特省长宣布了与快速交通相关的项目，安大略省将通过承诺或未来的融资来支持这些项目。一个这样的项目是安大略线，这是一条15.5公里（9.6英里）的快速交通线，已成功地完成了救济线的提议。最初，该项目预计将于2027年完成，但后来被推迟到2030年以后通车。

#### 5号线/艾靈頓线（建设中）
轻轨型在建线路，推迟至2024年开放。线条颜色为橙色，线号为5。

#### 6号线芬治西线（建设中）
Finch West Line是一条正在建设中的轻轨类型线路，计划于2023年后开放。线条颜色为银色。行号为6，特点是推出超低地板列车Citadis Spirit。

#### 士嘉堡延線項目
由於重型地鐵造價高昂，TTC在2000年代中期的地鐵伸延及擴充計劃只包括把央街－大學－士巴丹拿線的士巴丹拿段伸延至多倫多市以北的約克區旺市。時任市長苗大衛則於2007年聯同TTC公佈《公交都市》項目（Transit City），計劃在多倫多市其他地區興建數條造價較低廉的路面輕軌。然而，新任市長福特於2010年上台後宣佈取消《公交都市》項目，並將多倫多市的軌道交通發展焦點改回重型地鐵。士嘉堡輕鐵現有ICTS Mark I系列車的車齡日增，但廠商龐巴迪運輸已停產該款列車，逼使TTC和多倫多市政府考慮解決方案。多倫多市議會於2014年通過將布魯亞－丹佛線從堅尼地站伸延至士嘉堡中心，並於此後關閉士嘉堡輕鐵。市議會再於2017年3月通過延線採用麥高雲道（McCowan Road）走線，並不於堅尼地站和士嘉堡中心站之間另設車站以減低項目造價。延線全長6.2（3.9英里），具體造價尚未確定，但目前估計達33.5億加元，暫定於2026年第二季開通。

#### 雪柏線延線項目
《公交都市》計劃包括興建一條全長13.6公里，連接雪柏線當妙斯站和士嘉堡東部麥杜維爾路的東雪柏路輕鐵線。該輕鐵線於2009年12月21日動工，原本預料於2013年9月完工。隨著福特喊停《公交都市》計劃，東雪柏路輕鐵線項目亦告取消，取而代之的是雪柏地鐵線東西伸延計劃。項目造價預料約40億元，但省政府將不會提供撥款，因此需由市政府自行籌募。市政府當時打算以公私合夥模式建造此延線，但具體時間表尚未落實。
市議會於2012年2月8日通過成立外部專家小組來研究應該在雪柏東路興建地鐵或輕鐵。小組於同年3月向市議會提交報告，建議在雪柏東路興建輕鐵線，市議會亦以24票對19票接納此建議，福特的地鐵大計亦告落空。

#### 其他建議
省政府的《驅動安大略省2020》交通大綱亦建議將央街－大學線的東北段終點站，從芬治站向北延伸至列治文山的7號公路。現時羅倫斯路以南的央街線載客量已近飽和，因此在進行這項延線計劃前，當局需先增加央街線沿線的乘客容量或將部分乘客分流至其他公共交通走廊。
為了舒緩央街線的乘客流量，TTC早於1985年已提出興建一條「市中心舒緩線」（Relief Line），連接布魯亞－丹佛線上的坡路站和央街線上的聯合車站，以便多倫多東區的居民不用登上央街線便能直達市中心。這項建議在往後年間一直不了了之，但有見央街線乘客量穩步上揚，坊間以至市議會亦開始重提此項目。

## 车站
| - 巴佛士站（Bathurst） - 卑街站（Bay） - 灣景站（Bayview） - 貝沙里站（Bessarion） - 布魯亞-央街站（Bloor-Yonge） - 百樂匯站（Broadview） - 法蘭堡站（Castle Frank） - 志士達站（Chester） - 基士堤站（Christie） - 書院站（College） - 覺士維站（Coxwell） - 爹核士威老站（Davisville） - 當妙斯站（Don Mills） - 當蘭士站（Donlands） - 登士維公園站（Downsview Park） - 德化林站（Dufferin） - 登打士站（Dundas） - 登打士西站（Dundas West） - 杜邦站（Dupont） - 艾靈頓站（Eglinton） - 艾靈頓西站（Eglinton West） - 艾斯美站（Ellesmere） - 芬治站（Finch） - 芬治西站（Finch West） - 己連堅站（Glencairn） | - 堅活站（Greenwood） - 海柏公園站（High Park） - 407號公路站（Highway 407） - 伊斯靈頓站（Islington） - 珍街站（Jane） - 基爾站（Keele） - 堅尼地站（Kennedy） - 皇帝站（King） - 基伯齡站（Kipling） - 蘭士登站（Lansdowne） - 羅倫斯站（Lawrence） - 羅倫斯東站（Lawrence East） - 羅倫斯西站（Lawrence West） - 里斯利站（Leslie） - 緬因街站（Main Street） - 麥高雲站（McCowan） - 美蘭站（Midland） - 博物館站（Museum） - 北約克中心站（North York Centre） - 老磨坊站（Old Mill） - 奧斯古站（Osgoode） - 奧星頓站（Ossington） - 坡路站（Pape） - 先鋒村站（Pioneer Village） - 皇后站（Queen） | - 皇后公園站（Queen's Park） - 玫瑰谷站（Rosedale） - 皇家約克站（Royal York） - 蘭尼米德站（Runnymede） - 士嘉堡中心站（Scarborough Centre） - 雪柏-央街站（Sheppard-Yonge） - 雪柏西站（Sheppard West） - 雪邦站（Sherbourne） - 士巴丹拿站（Spadina） - 聖安德魯站（St. Andrew） - 聖卡拉站（St. Clair） - 聖卡拉西站（St. Clair West） - 聖佐治站（St. George） - 聖柏德烈站（St. Patrick） - 夏山站（Summerhill） - 聯合車站（Union） - 旺市都會中心站（Vaughan Metropolitan Centre） - 維多利亞公園站（Victoria Park） - 華登站（Warden） - 韋斯里站（Wellesley） - 衛信站（Wilson） - 活湃站（Woodbine） - 約妙斯站（York Mills） - 約克大學站（York University） - 約杜站（Yorkdale） |

## 使用車輛

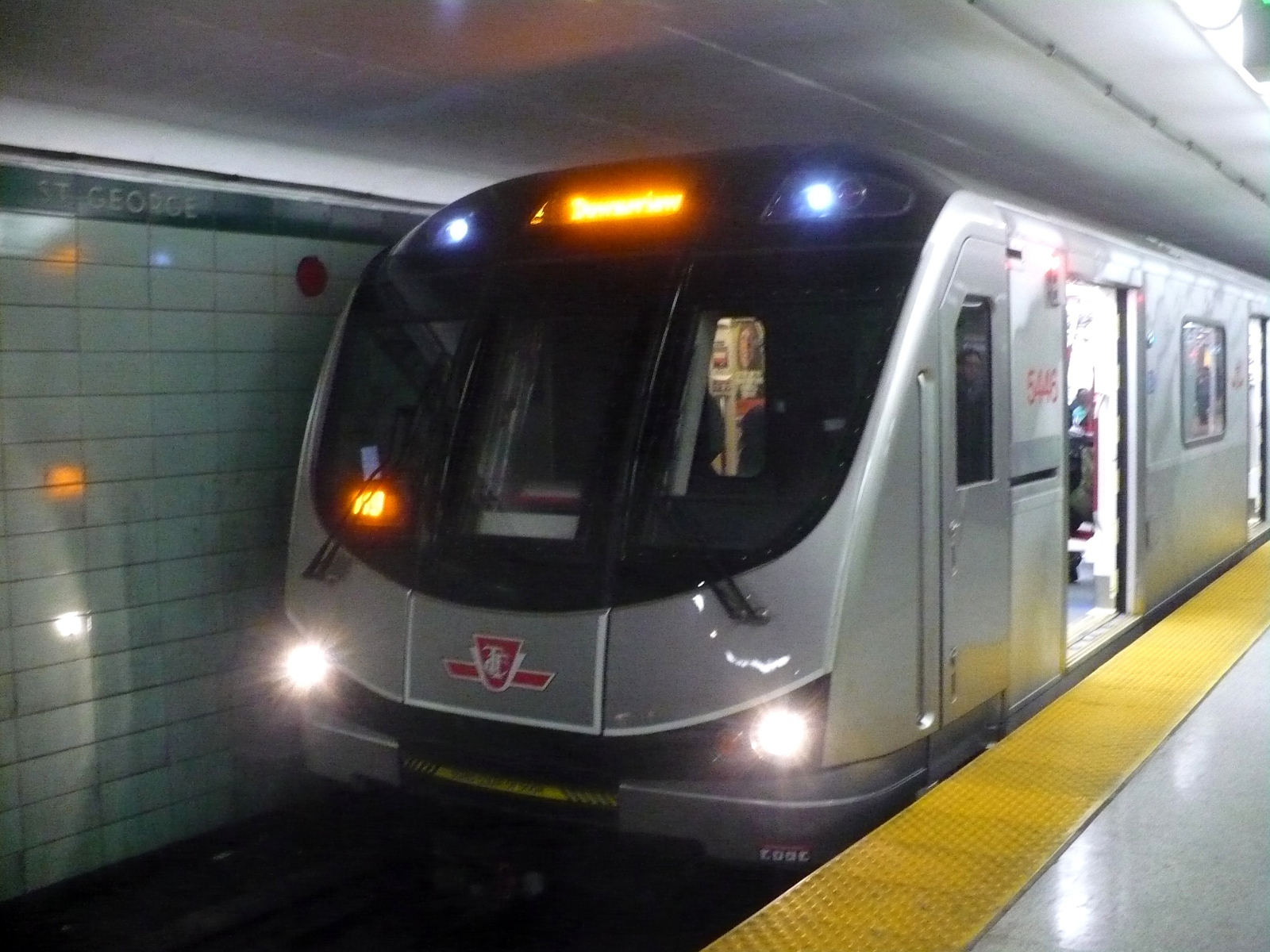
多倫多火箭列車為多倫多地鐵車隊中最新的列車

多倫多地鐵最早使用的列車為G系列，由告羅士打鐵路卡車公司製造。除此之外，多倫多地鐵車隊一直使用由龐巴迪運輸或其前身（蒙特婁機車公司、霍克西德利和市區運輸開發公司）所製造的車輛。
現時多倫多地鐵車隊中共有678輛車卡，當中最舊的是車齡達30多年的霍克西德利H5和H6系列列車。隨著新建的多倫多火箭列車從2011年起逐步投入服務，最後一列H4系列列車已於2012年1月27日退役，而H5和H6系列列車亦即將相繼退役。
士嘉堡輕鐵使用的車輛為市區運輸開發公司製造的中型載客量捷運系統（Intermediate Capacity Transit System, ICTS）車輛。有別於傳統的重軌地鐵列車，ICTS車輛由直線電動機驅動，其車廂設計亦與TTC其他地鐵車輛截然不同。

## 外部連結
- （英文）TTC（页面存档备份，存于）－多倫多公車局官方網站
- （英文）Transit Toronto（页面存档备份，存于）－多倫多公共交通網（非官方）